# Rudolf Jamka
Rudolf Jamka (ur. 17 kwietnia 1906 w Krakowie, zm. 6 kwietnia 1972 tamże) – polski archeolog, profesor i wykładowca Uniwersytetu Wrocławskiego i Uniwersytetu Jagiellońskiego.

## Życiorys

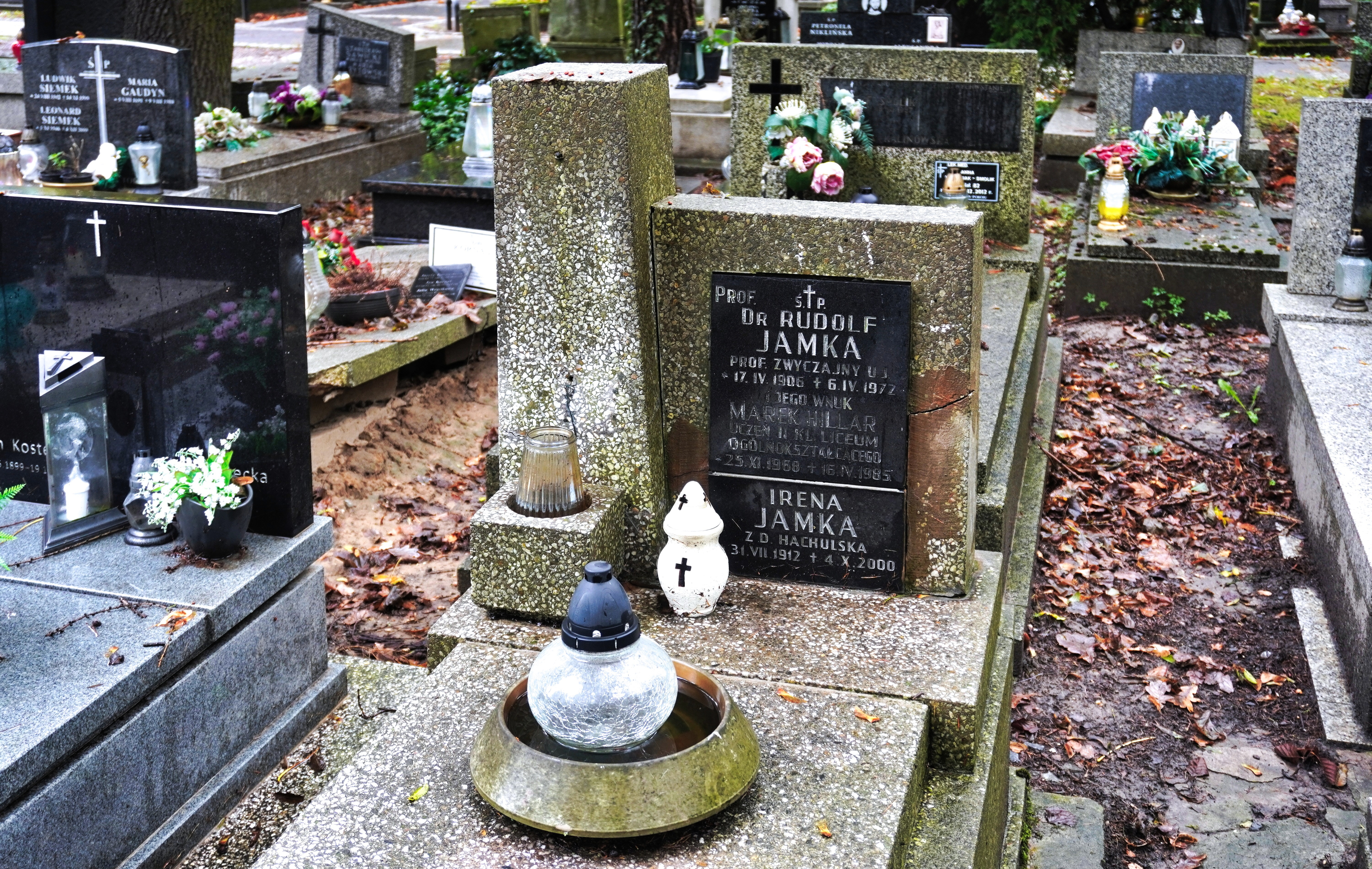
Grób prof. Rudolfa Jamki na Cmentarzu Rakowickim w Krakowie

Syn Pawła i Rozalii ze Struzików. Urodził się 17 kwietnia 1906 w Krakowie, tam też ukończył szkołę średnią i studia w zakresie geologii i prehistorii (1930 r.). Początkowo studiował geografię. W 1932 obronił doktorat. W 1930 (jako asystent), w latach 1932–1939 pracował w Zakładzie Archeologii Przedhistorycznej UJ, a w 1931 na Uniwersytecie Poznańskim. W latach 1931–1934 był redaktorem kwartalnika Z otchłani wieków. Podczas okupacji był pracownikiem Muzeum Archeologicznego w Krakowie i od 1941 prowadził tajne nauczanie. Dzięki jego staraniom i pracy personelu muzeum uratowano zbiory przed wywiezieniem do Niemiec.
Po wojnie wrócił na UJ, gdzie w latach 1945–1947 kierował Zakładem Archeologii Przedhistorycznej. W tym czasie zaczął pracę w Muzeum Śląskim i na Uniwersytecie Wrocławskim, a gdy habilitował się w 1947 na UJ, przeniósł się do Wrocławia na stałe. Na tej uczelni zorganizował Katedrę Archeologii Przedhistorycznej na Uniwersytecie Wrocławskim, obejmując stanowisko jej kierownika. 
Bezpośrednio po wojnie działał na rzecz uchronienia dóbr kultury na Ziemiach Zachodnich. Podjął także prace archeologiczne w Opolu i we Wrocławiu. Zdołał odnaleźć tajne skrytki zabytków archeologicznych na Śląsku i we Wrocławiu. W 1946 zorganizował we Wrocławiu Muzeum Prehistoryczne, przekształcone dwa lata później w Dział Archeologiczny Muzeum Śląskiego i rozpoczął pierwsze polskie wykopaliska we Wrocławiu. W 1950 na UWr został profesorem nadzwyczajnym, ale jeszcze w tym samym roku wrócił do rodzinnego Krakowa, obejmując Katedrę Archeologii Przedhistorycznej, a pod koniec życia został kierownikiem Instytutu Archeologii. Na UJ pracował do kresu życia. W 1963 został profesorem zwyczajnym. był także opiekunem nowych ośrodków archeologicznych w Rzeszowie i w Przemyślu.
Specjalizował się w badaniu okresu wpływów rzymskich, znawca okresów halsztackiego, lateńskiego i wczesnośredniowiecznego, pradziejów południowej Polski, w tym Krakowa i Małopolski oraz Górnego Śląska. Należał do wielu towarzystw naukowych oraz przedstawicielem Polski w Ceonseil Permanent Międzynarodowej Unii Nauk Pre- i Protohistycznych. Byą członkiem zarządu Polskiego Towarzystwa Archeologicznego. Członek Komisji Prehistorii i Komisji Słowianoznawczej Polskiej Akademii Umiejętności, członek rady naukowej Instytutu Historii Kultury Materialnej Polskiej Akademii Nauk (IHKM PAN), członek Zespołu Rzeczoznawców Archeologii Polski przy Radzie Głównej Szkolnictwa Wyższego, członek Komisji Archeologicznej Krakowskiego Oddziału PAN, członek Śląskiego Instytutu Naukowego w Katowicach i przewodniczący Komisji Archeologicznej tegoż, członek Instytutu Śląskiego w Opolu. Redaktor „Zeszytów Naukowych” Śląskiego Instytutu Naukowego w Katowicach. Autor ok. 200 prac, promotor 9 doktorów i 3 docentów.
Zmarł 6 kwietnia 1972 w Krakowie. Został pochowany na cmentarzu Rakowickim 12 kwietnia 1972. Był żonaty, miał córkę. 

## Publikacje
- Kraków w Pradziejach[2]
- Początki głównych miast wczesnośredniowiecznych (tom I i II)[2]

## Odznaczenia
- Krzyż Kawalerski Orderu Odrodzenia Polski (1966)[3][2]
- Złota Odznaka Województwa Katowickiego[2]
- Medal 1000-lecia Przemyśla[2]
- Medal 1000-lecia Rudnika[2]
- nagrody Ministra Oświaty i Szkolnictwa Wyższego[2]